# 4º Corpo d'armata alpino
Il 4º Corpo d'armata alpino fu una grande unità militare dell'Esercito italiano, con il quartier generale a Bolzano nel Palazzo Alti Comandi e i suoi reparti schierati in Trentino-Alto Adige, Veneto, Friuli-Venezia Giulia, Piemonte e Valle d'Aosta. Il Comando era retto da un generale di corpo d'armata. Attivo dal 1945 e forte di cinque brigate alpine più vari supporti tattici, il compito che gli era stato affidato istituzionalmente era quello di contribuire durante il periodo della guerra fredda, con i reparti alle sue dipendenze ed il supporto del III Corpo d'armata di Milano e il V Corpo d'armata di Vittorio Veneto, alla difesa del nord Italia contro un'ipotetica invasione ad est da parte del Patto di Varsavia.
Nel 1997 è stato riconfigurato come Comando truppe alpine.

## Storia

### Origini
Il 4º Corpo d'armata alpino discendeva dal IV Grande comando militare costituito a Bologna in esecuzione del decreto 25 marzo 1860, al comando del Tenente generale Domenico Cucchiari con funzioni prevalentemente territoriali, in grado di trasformarsi in comando di corpo d'armata in caso di guerra; sotto la sua giurisdizione venne posto il territorio compreso fra i fiumi Panaro e Taullo. Soppresso nel 1867, le divisioni di appartenenza divennero autonome.
Il 15 agosto 1870 venne costituito un corpo speciale per la campagna di Roma, denominato IV Corpo d'Esercito al comando del Tenente generale Raffaele Cadorna, sciolto il 9 ottobre e trasformato nel gennaio 1871 nel Comando generale de'Esercito in Roma, posto al comando del Tenente generale Umberto di Savoia, principe di Piemonte, futuro Re d'Italia.
Nel 1873 il Comando generale d'Esercito in Roma venne sciolto e al suo posto venne creato il IV Comando generale e trasferito a Firenze, che a partire dal 22 gennaio 1877 divenne IV Corpo d'armata mantenendo tale denominazione fino all'Armistizio dell'8 settembre 1943.

### Il corpo d'armata alpino
Tra il 1939-1940 le divisioni alpine vennero inquadrate nel Corpo d'armata alpino le quali operano sul fronte greco, sul fronte russo con l'8ª Armata (dei 57.000 alpini partiti per la Russia, ne ritornano solo 11.000) che venne sciolto il 1º marzo 1943.
Il 1º maggio 1945, venne insediato a Bolzano il IV Comando militare territoriale, che nel 1952 venne trasformato nel Comando IV Corpo d'armata, che inquadrava alle sue dipendenze la Divisione corazzata "Centauro", che aveva il suo comando a Verona, la Brigata alpina "Orobica" con comando a Merano e la Brigata alpina "Tridentina" con la sede comando a Bressanone, oltre alle truppe di corpo d'armata. Successivamente entrò a far parte del IV Corpo d'armata anche il Comando truppe Carnia-Cadore, che aveva la sua sede a Belluno e aveva alle sue dipendenza le brigate alpine "Cadore" e "Julia", che avevano i loro comandi rispettivamente a Belluno e Cividale del Friuli.
Nel 1952 la Brigata alpina "Tridentina" è stata la prima, fra tutte le brigate alpine, ad inquadrare un plotone alpini parà. Successivamente dopo che anche le altre brigate hanno inquadrato nei loro ranghi un plotone alpini paracadutisti, i plotoni andarono a costituire la compagnia alpini paracadutisti "Monginevro" che venne posto alle dipendenze della riserva del corpo d'armata.
Dal gennaio 1958 le brigate hanno inquadrato nei loro ranghi una "Sezione aerei leggeri" (SAL) che vennero trasforme in Reparto (RAL) nel 1964 per venire poi soppressi nel 1975.

### Il IV Corpo d'armata alpino

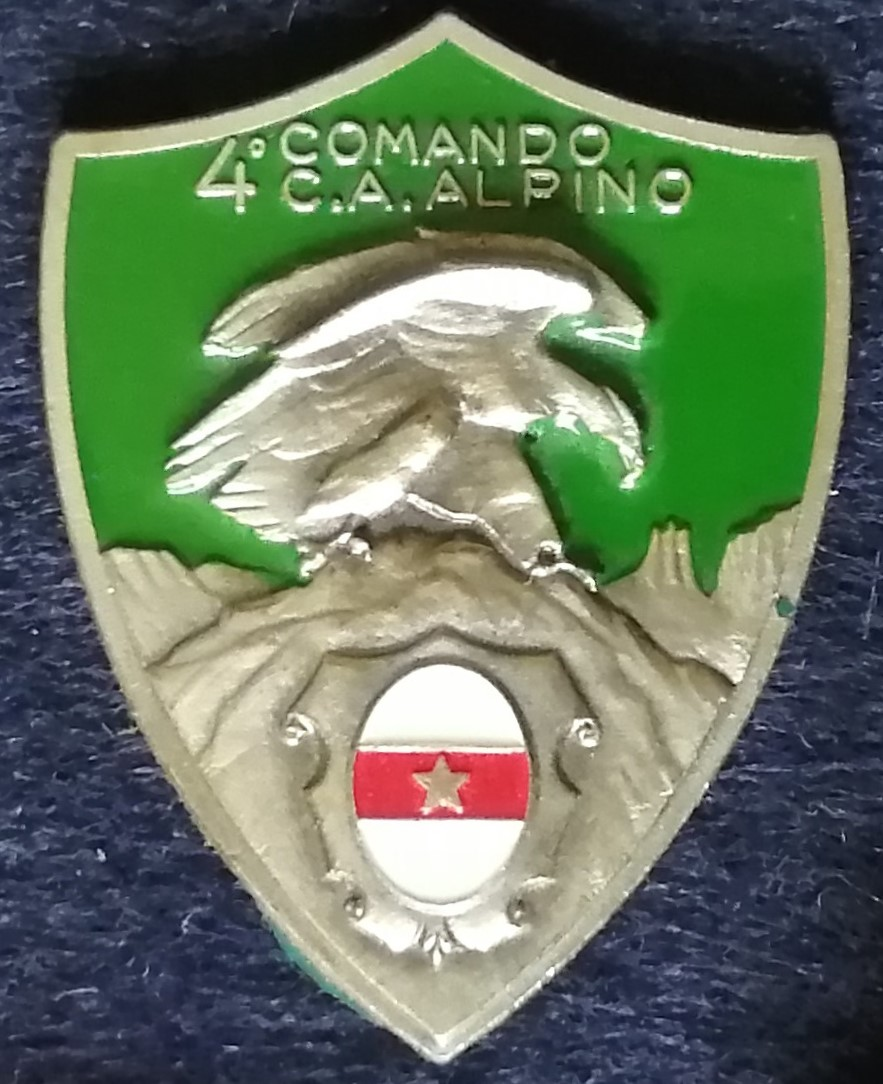
Distintivo del 4º Corpo d'Armata di Bolzano

Avendo inquadrato alle sue dipendenze anche la Brigata alpina "Taurinense", che aveva la sede comando a Torino, il 1º gennaio 1973 il Comando IV Corpo d'armata venne trasformato in IV Corpo d'armata alpino, accentrando sotto il suo comando tutte le truppe alpine dell'Esercito Italiano.
Alla vigilia della profonda ristrutturazione che avrebbe interessato nel 1975 l'Esercito Italiano il 4º Corpo d'armata alpino aveva la seguente struttura organica:
Brigata Alpina "Taurinense" (Torino)
- Battaglione comando e servizi "Taurinense"
  - Compagnia genio pionieri alpini "Taurinense"
  - Compagnia trasmissioni alpini "Taurinense"
- 4º Reggimento alpini
  - Battaglione alpini "Mondovì"
  - Battaglione alpini "Saluzzo"
  - Battaglione alpini "Susa"
  - Battaglione Alpini "Aosta"
- 1º Reggimento artiglieria da montagna
  - Gruppo Artiglieria da Montagna "Mondovì" - M 56 da 105/14
  - Gruppo artiglieria da montagna "Pinerolo" - M 56 da 105/14
  - Gruppo artiglieria da montagna "Susa" - M 56 da 105/14
  - Gruppo artiglieria da montagna "Aosta" - M 56 da 105/14
- Sezione Aerei Leggeri "Taurinense" - L 19 E

Brigata alpina "Orobica" (Merano BZ)
- Battaglione comando e servizi "Orobica"
  - Compagnia genio pionieri alpini "Orobica"
  - Compagnia trasmissioni alpini "Orobica"
- 5º Reggimento alpini
  - Battaglione alpini "Morbegno"
  - Battaglione alpini "Tirano"
  - Battaglione alpini "Edolo"
- 5º Reggimento artiglieria da montagna
  - Gruppo artiglieria da montagna "Bergamo" - M 56 da 105/14
  - Gruppo artiglieria da montagna "Sondrio" - M 56 da 105/14
  - Gruppo artiglieria da montagna "Vestone" - M 56 da 105/14
- Sezione Aerei Leggeri "Orobica" - L 19 E

Brigata alpina "Tridentina" (Bressanone BZ)
- Battaglione comando e servizi "Tridentina"
  - Compagnia genio pionieri alpini "Tridentina"
  - Compagnia trasmissioni alpini "Tridentina"
- 6º Reggimento alpini
  - Battaglione alpini "Bassano"
  - Battaglione alpini "Trento"
  - Battaglione alpini "Bolzano"
- 2º Reggimento artiglieria da montagna
  - Gruppo Artiglieria da Montagna "Verona" - M 56 da 105/14
  - Gruppo artiglieria da montagna "Vicenza" - M 56 da 105/14
  - Gruppo artiglieria da montagna "Asiago" - M 56 da 105/14
- Sezione Aerei Leggeri "Orobica" - L 19 E

#### Comando Truppe Carnia Cadore
Brigata alpina "Cadore" (Belluno)
- Battaglione comando e servizi "Cadore"
  - Compagnia genio pionieri alpini "Cadore"
  - Compagnia trasmissioni alpini "Cadore"
- 7º Reggimento alpini
  - Battaglione alpini "Feltre"
  - Battaglione alpini "Belluno"
  - Battaglione alpini "Pieve di Cadore"
- 6º Reggimento artiglieria da montagna
  - Gruppo Artiglieria da Montagna "Lanzo" - M 56 da 105/14
  - Gruppo artiglieria da montagna "Agordo" - M 56 da 105/14
  - Gruppo artiglieria da montagna "Pieve di Cadore" - M 56 da 105/14
- Sezione Aerei Leggeri "Cadore" - L 19 E

Brigata alpina "Julia" (Cividale del Friuli UD)
- Battaglione comando e servizi "Julia"
  - Compagnia genio pionieri alpini "Julia"
  - Compagnia trasmissioni alpini "Julia"
- 8º Reggimento alpini
  - Battaglione alpini "Tolmezzo"
  - Battaglione alpini "Gemona"
  - Battaglione alpini "Cividale"
  - Battaglione alpini "L'Aquila"
- 3° Reggimento artiglieria da montagna
  - Gruppo Artiglieria da Montagna "Belluno" - M 56 da 105/14
  - Gruppo artiglieria da montagna "Conegliano" - M 56 da 105/14
  - Gruppo artiglieria da montagna "Gemona" - M 56 da 105/14
  - Gruppo artiglieria da montagna "Osoppo" - M 56 da 105/14
- Sezione Aerei Leggeri "Julia" - L 19 E
- Truppe del Comando
  - 12º Reggimento Alpini d'Arresto
    - Battaglione alpini d'arresto "Val Cismon"
    - Battaglione alpini d'arresto "Val Tagliamento
    - Battaglione alpini d'arresto "Val Fella"
    - Battaglione alpini d'arresto "Val Natisone"

  - VII Battaglione genio guastatori d'arresto alpini
  - VII Battaglione trasmissioni
- Comando Unità Servizi
- Truppe di Corpo d'armata
  - VII Battaglione carabinieri meccanizzato "Trentino-Alto Adige"
  - Compagnia alpini paracadutisti "Monginevro"
  - 11º Reggimento alpini d'arresto
    - Battaglione alpini d'arresto "Val Camonica"
    - Battaglione alpini d'arresto "Val Chiese"
    - Battaglione alpini d'arresto "Val Brenta"

  - 2º Reggimento alpini addestramento reclute
    - Battaglione alpini addestramento reclute "Orobica"
    - Battaglione alpini addestramento reclute "Tridentina"
    - Battaglione alpini addestramento reclute "Cadore"
    - Battaglione alpini addestramento reclute "Julia"
    - Battaglione alpini addestramento reclute "Taurinense" (BAR)

  - 3º Reggimento "Savoia Cavalleria"
    - I Gruppo Squadroni Corazzato
      - 1º Squadrone Carri - M 47 PATTON
      - 2º Squadrone Carri - M 47 PATTON
      - 5º Squadrone Meccanizzato - M 113

    - II Gruppo Squadroni Corazzato
    - 3º Squadrone Carri - M 47 PATTON
      - 4º Squadrone Carri - M 47 PATTON
      - 6º Squadrone Meccanizzato - M 113

  - 4º Reggimento artiglieria pesante campale
    - I Gruppo Obici Pesanti Campali - M 114 da 155/23
    - II Gruppo Obici Pesanti Campali - M 114 da 155/23
    - III Gruppo Obici Pesanti Campali - M 114 da 155/23
    - IV Gruppo Cannoni Pesanti - M 59 da 155/45
    - IV Gruppo Specialisti di Artiglieria

  - IV Reparto Elicotteri di Uso Generale - AB 204 e AB 205
  - II Battaglione Genio Minatori Alpini
  - XIV Battaglione Genio Pionieri di Corpo d'Armata Alpini
  - IV Battaglione Trasmissioni di Corpo d'Armata Alpini
  - Comando Unità ServizI

Con la ristrutturazione dell'Esercito del 1975 la denominazione venne cambiata in 4º Corpo d'armata alpino, abbandonando la numerazione romana e con lo scioglimento del Comando truppe Carnia-Cadore, le brigate "Cadore" e "Julia" passarono alle dirette dipendenze del 4º Corpo d'armata alpino.  che avevano i loro comandi rispettivamente a Belluno e Cividale del Friuli.
Dal 1º ottobre 1997 in attuazione del nuovo modello di difesa varia compiti e organico e diventa Comando truppe alpine, mantenendo alle dipendenze le Brigate Alpine, il 4º Reggimento alpini paracadutisti, il 6º Reggimento alpini e il Centro addestramento alpini.

## I reparti dal 1975 al 1986
- Quartier generale Reparto Comando 4º Corpo d'armata alpino a Bolzano
- Brigata alpina "Tridentina" (Bressanone)
- Brigata alpina "Orobica" (Merano)
- Brigata alpina "Julia" (Udine)
- Brigata alpina "Taurinense" (Torino)
- Brigata alpina "Cadore" (Belluno)

Supporti tattici
- Compagnia alpini paracadutisti "Monte Cervino" ad Appiano (Bolzano)
- 7º Battaglione Carabinieri corazzato "M.O. Petruccelli" su carri medi M47 Patton e VTT M113 a Laives (Bolzano)
- 3º Gruppo squadroni corazzato "Savoia Cavalleria" su carri Leopard 1A2 e VTT M113 a Merano (Bolzano)
- 4º Reggimento artiglieria pesante campale (dal 1986 4º Gruppo artiglieria pesante campale "Pusteria") a Trento
  -  Batteria comando a Trento
  -  1º Gruppo artiglieria pesante campale su obici FH-70 a Trento
  -  2º Gruppo artiglieria pesante campale su obici FH-70 a Trento
  -  3º Gruppo artiglieria pesante campale su obici FH-70 (quadro) a Trento
  -  4º Gruppo specialisti di artiglieria  Bondone a Trento
- 10º Gruppo artiglieria pesante campale Semovente "Avisio" a Trento (sciolto nel 1986)
- 4º Raggruppamento ALE "Altair" a Bolzano (Aeroporto Bolzano-San Giacomo)
  - 24º Gruppo squadroni ALE "Orione" a Bolzano-San Giacomo
  - 24º Gruppo squadroni ALE "Toro" a Venaria Reale (Torino)
  - 34º Gruppo squadroni ERI "Fenice" a Belluno
  - 54º Gruppo squadroni EM "Cefeo" a Pollein (Aosta)
- 2º Battaglione genio guastatori "Iseo" a Bolzano
- 4º Battaglione genio pionieri "Orta" a Trento
- 4º Battaglione trasmissioni "Gardena" a Bolzano, successivamente 2º Reggimento trasmissioni
- 7ª Compagnia trasmissioni a Bassano
- 4º Battaglione logistico di manovra "Claudia" ad Appiano (rinominato nel 1986 24º Battaglione logistico di manovra "Dolomiti" e trasferito a Bolzano)

Non dipendevano dal 4º Corpo d'armata alpino ma dallo Stato Maggiore Esercito:
- Scuola Militare Alpina:
- Comando SMALP ad Aosta presso il Castello "Cantore";
- Battaglione AUC e Reparto corsi ad Aosta, Caserma "Battisti";
- Battaglione supporto tattico-logistico "Aosta" ad Aosta, Caserma "Testafochi";
- Compagnia alpieri a Courmayeur, Caserma "Perenni";
- Sezione sci-alpinistica a La Thuile, Caserma "Monte Bianco".

## Piani strategici in caso di guerra
Dopo la ristrutturazione dell'Esercito Italiano del 1975, il 4º Corpo d'armata alpino divenne responsabile della difesa del confine italiano lungo la catena principale delle Alpi dal confine con Svizzera e Austria a ovest fino al confine orientale con la Jugoslavia.
In caso di guerra con il Patto di Varsavia, il 4º Corpo d'armata alpino aveva due piani di guerra: uno nel caso in cui le forze sovietiche e l'esercito ungherese avessero marciato attraverso la Jugoslavia e l'altro nel caso il patto di Varsavia avesse violato la neutralità austriaca e marciato attraverso l'Austria. Nel caso in cui le forze nemiche avessero attraversato la Jugoslavia, la "Julia" avrebbe coperto il fianco sinistro montuoso del 5º Corpo d'armata, che, con le sue quattro brigate corazzate e cinque meccanizzate, avrebbe cercato di logorare il nemico prima che potesse dilagare nel Nord Italia, attraverso la Pianura padana, mentre le altre brigate alpine sarebbero rimaste statiche.
In caso di conflitto con la Jugoslavia, il 4º Corpo d'armata alpino sarebbe rimasto statico nella sua posizione a guardia del fianco sinistro del 5º Corpo d'armata, che avrebbe affrontato le forze nemiche nelle pianure del Friuli-Venezia Giulia. L'unica brigata che sarebbe stata coinvolta nei combattimento in questo caso sarebbe stata la "Julia" con il Battaglione alpini "Gemona", dislocato proprio al confine a Tarvisio, con il Battaglione alpini "Cividale" a Chiusaforte e il Gruppo artiglieria da montagna "Belluno" stanziato a Pontebba. Il Battaglione alpini "Gemona" avrebbe avuto il compito di bloccare la Val Canale proprio al confine, mentre il Battaglione alpini "Cividale" avrebbe avuto il compito di difendere il Passo di Pramollo e quindi di proteggere il fianco sinistro del battaglione "Gemona". Il più grande battaglione dell'Esercito Italiano, il battaglione alpini d'arresto "Val Tagliamento", che aveva sede a Tolmezzo, schierava 16 compagnie a piena forza e, con un organico di oltre 2.500 uomini era l'ultima linea di difesa in montagna prima della pianura del Friuli-Venezia Giulia dove il 5º Corpo d'armata sarebbe stato pronto in attesa in caso di sfondamento del nemico. Il battaglione "Val Tagliamento" sarebbe stato sostenuto dal Gruppo artiglieria da montagna "Conegliano" di Udine. Il battaglione alpini "Tolmezzo" di stanza a Paluzza, aveva il compito di difendere il Passo di Monte Croce Carnico, che se violato, avrebbe consentito alle forze nemiche di marciare attraverso la Valle del But alle spalle delle altre unità della "Julia".
Nel caso più probabile che le divisioni sovietiche e ungheresi avessero invaso l'Austria, marciando attraverso la Stiria meridionale e, attraverso la valle della Drava in Carinzia, le brigate alpine sarebbero state le prime unità di prima linea dell'Esercito Italiano. La "Julia" avrebbe difeso la Val Canale, il Cadore e con l'appoggio della brigata "Cadore", la valle del Piave, mentre la "Orobica" avrebbe avuto una missione speciale, e la "Taurinense" sarebbe rimasta in riserva e la "Tridentina" sarebbe stata incaricata di difendere a tutti i costi la Val Pusteria. Essendo considerato un attacco attraverso la val Canale uno dei più probabili scenari, la brigata "Julia" era di gran lunga quella di maggiori dimensioni, potendo schierare 10000 uomini. La Val Pusteria, collegata da un valico alla valle della Drava,  se fosse finita sotto il controllo delle truppe del Patto di Varsavia avrebbe tagliato l'importante linea di comunicazione tra l'Esercito Italiano e il Gruppo di armate della NATO che stazionavano nella Germania meridionale; inoltre, da Bressanone le forze sovietiche avrebbero potuto dirigersi verso nord o verso sud attraverso la valle dell'Adige per raggiungere Verona e colpire il 5º Corpo d'armata alle spalle.
La "Tridentina" avrebbe organizzato quattro linee di difesa nella Val Pusteria e il 4º Corpo d'armata alpino aveva un battaglione blindato e meccanizzato, oltre al 4º Reggimento artiglieria pesante campale e un gruppo di artiglieria semovente in riserva per sostenere la "Tridentina" e inoltre, nel villaggio di Elvas vicino a Bressanone si trovava il 1º Gruppo artiglieria pesante "Adige", armato di obici M115 inquadrato nella 3ª Brigata missili "Aquileia". In caso di guerra il gruppo avrebbe sostenuto la "Tridentina" con il fuoco di artiglieria, ma se fosse stato imminente un attacco sovietico l'"Adige" avrebbe fatto ricorso in Val Pusteria a proiettili di artiglieria nucleare W33, che erano stati immagazzinati nel villaggio di Naz nel "Site Rigel" dell'11º Distaccamento di artiglieria campale dell'esercito americano. Il gruppo aveva due batterie di fuoco con quattro sistemi di artiglieria per batteria e 140 proiettili di artiglieria nucleare per adempiere al suo compito. Dopo l'introduzione del sistema missilistico tattico superficie-superficie Lance MGM-52 negli anni ottanta, il 1º gruppo artiglieria pesante "Adige" venne sciolto il 31 luglio 1982 con la 8ª batteria che venne inquadrata nel 9º Gruppo artiglieria pesante "Rovigo" come 3ª batteria "lupi di Elvas". Lo stesso "Rovigo" perse la sua capacità nucleare nel 1986 e nello stesso anno l'esercito americano lasciò il "Sito Rigel".
La brigata "Cadore" era di stanza tra le brigate "Julia" e '"Tridentina" e aveva il compito di difendere la valle del Piave. Se le forze sovietiche si fossero dirette a sud dopo aver attraversato il confine avrebbero potuto raggiungere la valle del Piave attraverso la Valle di Sesto e oltre il Passo di Monte Croce di Comelico o attraverso la Val di Landro, il battaglione alpini "Pieve di Cadore", che aveva la sua sede a Pieve di Cadore, aveva il compito di tenere il Passo di Monte Croce di Comelico e il passo Cimabanche. Il Battaglione "Pieve di Cadore" sarebbe stato appoggiato dal Gruppo di artiglieria di montagna "Lanzo" di Belluno. Il secondo battaglione alpino della brigata, il Battaglione alpino  Feltre stanziato a Feltre, insieme al Gruppo artiglieria di montagna "Agordo" di Bassano del Grappa era incaricato di coprire i passi dolomitici sul fianco sinistro del battaglione alpini "Pieve di Cadore".
L'"Orobica", con i suoi due battaglioni alpini e due gruppi di artiglieria di montagna, era incaricata di difendere i vitali passi di Resia e del Brennero. Tuttavia il vero compito dell'"Orobica" sarebbe stato quello di avanzare nella neutrale Austria e unirsi con la 23ª Gebirgsjäger Brigade tedesca nella Germania meridionale e stabilire una linea di comunicazione vitale tra l'Esercito Italiano e gli eserciti alleati stanziati in Germania. Pertanto, il Battaglione alpini "Morbegno" e il Gruppo artiglieria da montagna "Sondrio" con sede a Vipiteno sarebbero avanzati sul Brennero e lungo l'Alta valle Isarco fino a Innsbruck, dove si sarebbero collegati con le forze tedesche e americane provenienti da Mittenwald e attraverso la bassa valle dell'Inn, mentre il Battaglione alpini "Tirano" con sede a Malles e il Gruppo artiglieria da montagna "Bergamo", con sede a Silandro avrebbero attraversato il passo di Resia e avanzato fino a Landeck, dove si sarebbero collegati con le unità tedesche provenienti dal Passo di Fern. Sebbene i piani di difesa militare austriaca prevedessero una forte difesa intorno a Innsbruck per negare a una forza d'invasione l'uso delle molte strade importanti che attraversavano la città, c'era una tacita intesa che non si sarebbero opposte alle forze della NATO se le forze del Patto di Varsavia avessero invaso per primi l'Austria.
Per una migliore difesa delle strette valli montane, il 4º Corpo d'armata riattivò alcune fortificazioni del Vallo Alpino risalenti alla seconda guerra mondiale. Nell'area di operatività della "Tridentina" il compito di mantenere e presidiare le fortificazioni cadde sul battaglione alpini "Val Brenta":
- Sbarramento Prato Drava: 262ª Compagnia alpini, 9 bunker, 203 uomini
- Sbarramento Versciaco: 263ª Compagnia alpini, 6 bunker, 180 uomini
- Sbarramento Dobbiaco: 274ª Compagnia alpini, 10 bunker, 304 uomini
- Sbarramento di Perca: 353ª Compagnia alpini, 7 bunker, 223 uomini

Le seguenti linee fortificate non furono presiedute dopo il 1964, ma furono mantenute fino al 1986:
- Sbarramento Anterselva: 351ª Compagnia alpini, 6 bunker
- Sbarramento Rasun-Valdaora: 352ª Compagnia alpini, 10 bunker
- Sbarramento di Sares: 354ª Compagnia alpini, 4 bunker
- Sbarramento Chiusa di Rio: 355ª Compagnia alpini, 5 bunker

Il 23 agosto 1986 il battaglione "Val Brenta", con l'eccezione della 262ª Compagnia alpini, venne sciolto e le attrezzature dei bunker dismesse. La 262ª Compagnia alpini venne sciolta nel 1991.
Nella zona operativa della Brigata alpina "Cadore" operava la 264ª Compagnia alpini "Val Cismon" del battaglione alpini "Val Brenta" che faceva però parte della brigata "Tridentina", che presidiava le fortificazioni: 
- Sbarramento Passo Monte Croce Comelico: 7 bunker, 247 uomini
- Sbarramento della Val di Landro: 3 bunker, 150 uomini
- Sbarramento di Braies: 2 bunker, 116 uomini

Il 23 agosto 1986 la 264ª Compagnia venne sciolta e le attrezzature dei bunker dismesse.
Nell'area operativa dell'"Orobica", durante la guerra fredda vennero riattivate le seguenti linee di difesa fortificate:
Nella Val Passiria e in Val Venosta
- Sbarramento di Saltusio: 250ª Compagnia alpini, 4 bunker, 169 uomini
- Sbarramento Malles-Glorenza: 9 bunker, nessuna truppa assegnata dopo il 1964 (prima del 1964 la 252ª Compagnia alpini)
- Sbarramento Passo Resia: 251ª Compagnia alpini, 9 bunker, 254 uomini

Nella Valle Isarco
- Sbarramento Brennero: 253ª Compagnia alpini 5 bunker, 136 uomini
- Sbarramento di Tenne-Novale: 254ª Compagnia alpini, 7 bunker 190 uomini
- Sbarramento di Saletto: 255ª Compagnia alpini, 3 bunker, 121 uomini
- Sbarramento di Fortezza: 364ª Compagnia alpini, 5 bunker, 165 uomini

Le difese dovevano essere presidiate dalle truppe del battaglione alpini "Val Chiese di Vipiteno", con sei compagnie dislocate in tutto l'Alto Adige. Tuttavia, nel 1979 il battaglione fu messo in riserva con la sola 253ª compagnia alpina che restò in servizio attivo.

## Il nuovo modello di difesa
Con il nuovo modello di difesa del 1991 la Brigata alpina "Orobica" venne soppressa il 27 luglio 1991. Nel 1997 nell'ambito dei provvedimenti connessi con l'attuazione del Nuovo modello di difesa adottato in quell'anno venne sciolta la Brigata alpina "Cadore".
Nello stesso anno il 4º Corpo d'armata alpino viene riconfigurato in Comando truppe alpine, come comando di vertice dell'Esercito Italiano che coordina le attività e l'impiego delle truppe alpine.
Un ulteriore riordinamento riduttivo delle unità ha portato, alla fine del 2002, alla soppressione della Brigata alpina "Tridentina" il cui nome è passato al Comando Divisione "Tridentina" di nuova costituzione. Il Comando Divisione alpina "Tridentina" è un Comando di proiezione senza forze assegnate in tempo di pace, che all'esigenza può essere ridislocato anche al di fuori del territorio nazionale nel quadro di operazioni internazionali.